# سیارک ۱۸۷۷۰
سیارک ۱۸۷۷۰ (به انگلیسی: 18770 Yingqiuqilei، نامگذاری:1999JN25) هجده هزار و هفتصد و هفتادمین سیارک کشف شده‌است که در ۱۰ مه ۱۹۹۹ کشف شد.
قدر مطلق سیارک برابر ۱۴.۱ است.